# Aprilie 1981
Acest articol este generat integral pe baza informațiilor din articolul 1981 și este actualizat periodic de un robot.
 Editările făcute în articol vor fi șterse la următoarea actualizare! Dacă doriți să faceți modificări, editați articolul-sursă.

ianuarie -
februarie -
martie -
aprilie -
mai -
iunie -
iulie -
august -
septembrie -
octombrie -
noiembrie -
decembrie
Aprilie 1981 a fost a patra lună a anului și a început într-o zi de miercuri.

## Evenimente
- 1 aprilie: În Uniunea Sovietică se întroduce ora de vară.
- 4 aprilie: Grupul britanic pop Bucks Fizz câștigă Eurovision 1981 cu piesa Making Your Mind Up.
- 12 aprilie: Lansarea primei navete spațiale NASA, Columbia.

## Nașteri
Florin Zalomir, scrimer român
Asli Bayram, actriță germană
Coen Janssen, muzician olandez
Éder José de Oliveira Bonfim, fotbalist brazilian
Paul Codrea, fotbalist român
George Galamaz, fotbalist român
Nebojša Pavlović, fotbalist sârb
Ireneusz Jeleń, fotbalist polonez
Albin Pelak, fotbalist bosniac
Alessandra Ambrosio, fotomodel brazilian
Nicolás Burdisso, fotbalist argentinian
Roman Prodius, maratonist din R. Moldova
Florin Nohai, fotbalist român
Raúl Bravo, fotbalist spaniol
Hanna Pakarinen, cântăreață finlandeză
Milan Jovanović, fotbalist sârb
Hayden Christensen, actor canadian
Ermal Meta, cântăreț italian de origine albaneză
Jojo (Cătălina Alexandra Ionescu), actriță română
Daniel Ghiță, boxer român
Daniel-Florin Ghiță, politician
Seka Aleksić, cântăreață sârbă
Constantin-Stelian-Emil Moț, politician român
Gualberto Campos, fotbalist venezuelean
Costin Lazăr, fotbalist român
Cristian Seidler, politician român
Marcus Tulio Tanaka, fotbalist japonez
Felipe Massa, pilot auto brazilian de Formula 1 și Formula E
Nicu Popescu, politician moldovean
Matthieu Delpierre, fotbalist francez
Bogdan Aldea, fotbalist român
Colince Ngaha Poungoue, fotbalist camerunez
Mariana Ximenes, actriță braziliană
Sandy Mölling, cântăreață germană
Jessica Alba (Jessica Marie Alba), actriță americană de film
Alex Riley, wrestler american
Alex Vincent, actor american de film
John O'Shea, fotbalist irlandez
Cândido Costa, fotbalist portughez
Diego Occhiuzzi, scrimer italian
Adrian Olah, fotbalist român
Kunal Nayyar, actor britanic

## Decese
- 3 aprilie: Lola Schmierer Roth, pictoriță română (n. 1893)
- 11 aprilie: Bob Marley, muzician jamaican (n. 1945)
- 14 aprilie: Sergio Amidei, scenarist italian (n. 1904)
- 23 aprilie: Zoltán Zelk, scriitor maghiar (n. 1906)
- 26 aprilie: Jim Davis, actor american (n. 1909)
- 28 aprilie: Steve Currie, muzician britanic (n. 1947)